# Tita Bărbulescu
Tita Bărbulescu (n. 15 februarie 1936, Topoloveni, România – d. 4 decembrie 2021, Singureni, Giurgiu, România) a fost o interpretă de muzică populară românească.

## Biografie
S-a născut în 1936 în Topoloveni, județul Argeș, într-o familie numeroasă. Învață să cânte de la tatăl său, Nicolae Bărbulescu, vestit lăutar al plaiurilor argeșene. Mai târziu, face parte din Corul Căminului Cultural Topoloveni-Călinești, unde participă la Concursul căminelor culturale pe țară obținând locul I ca solistă vocală în cadrul corului. 
Este propusă pentru Școala Populară de Artă din București, unde ia primele lecții de canto, avându-i profesori pe Gheorghe Oancea și Ana Armășeșcu. Revine în Argeș și se angajează la Orchestra populară „Doina Argeșului” din Pitești, efectuând numeroase culegeri de folclor de la vechii lăutari argeșeni.
Primele imprimări la radio le face împreună cu Orchestra „Doina Argeșului”: „Sus’ la munte la Muscel”, „Lele, lelișoara mea”, „De-ai fi neichii drăguliță”, „Din Pitești păn’ la Trivale”, „Argeșene, argeșene” etc. 
Între anii 1960-1962 se stabilește în București fiind angajată la Teatrul „Ion Vasilescu”, iar mai apoi la „Doina Olteniei” din Craiova și „Flacăra Prahovei” din Ploiești.
De-a lungul carierei sale a colaborat cu mari cântăreți și dirijori ai timpului, efectuând numeroase turnee în țară și în străinătate cum ar fi: Bulgaria (cu Maria Tănase), Anglia, Spania, Austria, Turcia, Cehoslovacia etc. Dintre marii interpreți alături de care a cântat amintim: Maria Tănase, Maria Lătărețu, Ion Luican, Emil Gavriș, Dan Moisescu, Alexandru Grozuță, Ioana Radu, Mia Braia, Rodica Bujor, Ion Dolănescu, Maria Ciobanu și mulți alții. Cele mai valoroase imprimări pe care le face sunt cu Orchestra Radio condusă de Victor Predescu, Ionel Budișteanu, Radu Voinescu și Paraschiv Oprea.
În activitatea sa artistică de peste 40 de ani, solista a interpretat peste 300 de cântece, imprimate la Radio și Electrecord, și a participat în peste 500 de spectacole, recitaluri și festivaluri. A realizat peste 30 de discuri și casete audio, adunând pe acestea cântece din zona natală, romanțe și cântece de petrecere.
S-a stins din viață în ziua de 4 decembrie 2021. A fost înmormântată pe 7 decembrie 2021. Artista își doarme somnul de veci în Cimitirul Bellu. 